# Luật Bảo đảm

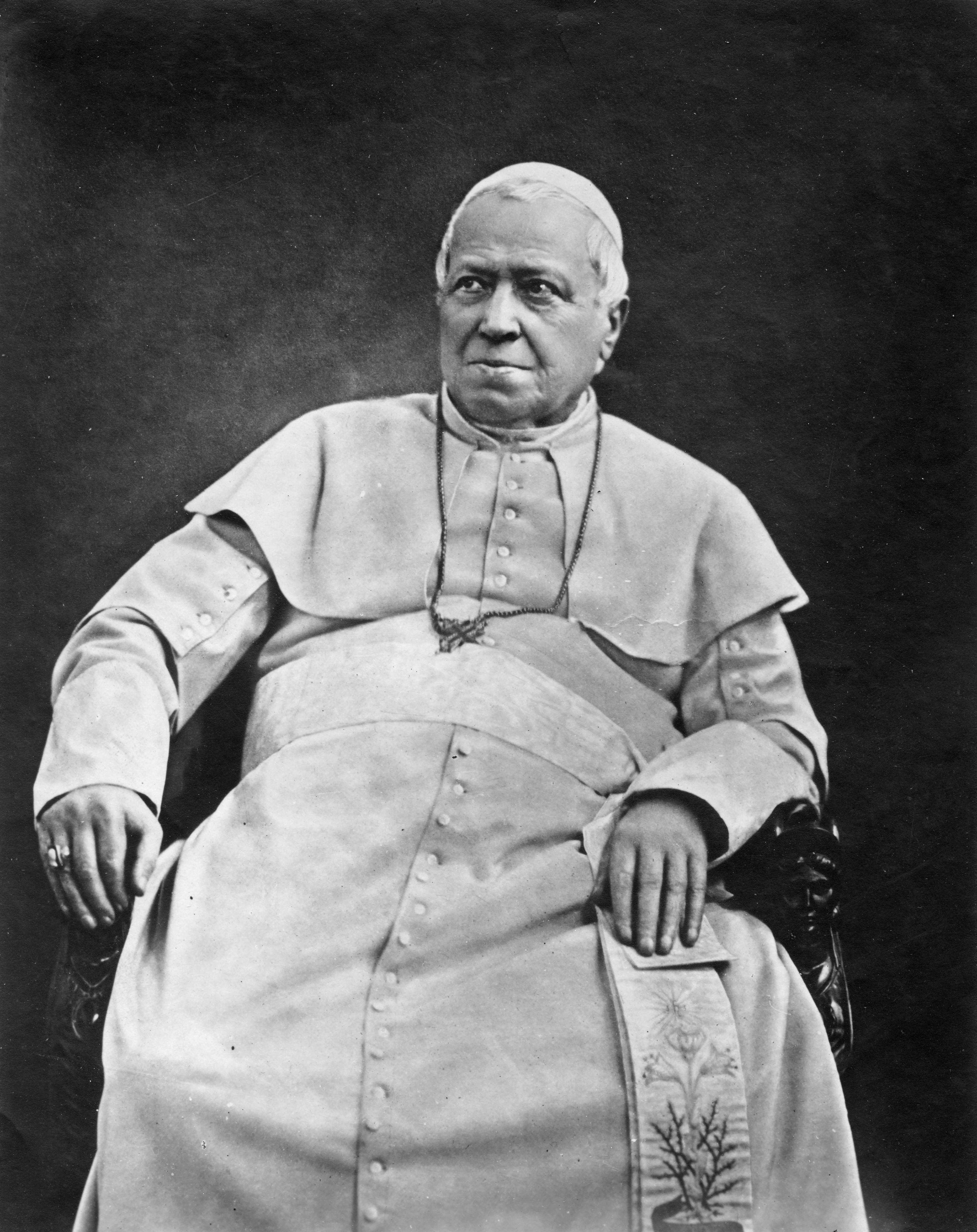
Giáo hoàng Piô IX, người đã từ chối Luật Bảo đảm và tuyên bố mình là Tù nhân ở Vatican

Luật Bảo đảm (tiếng Ý: Legge delle guarentigie), đôi khi còn được gọi là Luật Bảo đảm của Giáo hoàng, là tên gọi của luật được thông qua bởi Thượng viện và Hạ viện của Quốc hội Vương quốc Ý, ngày 13 tháng 5 năm 1871, liên quan đến các đặc quyền của Tòa thánh và mối quan hệ giữa nhà nước và nhà thờ tại Vương quốc Ý. Luật này bảo đảm các đặc quyền có chủ quyền cho Giáo hoàng, người đã bị tước đoạt Lãnh địa Giáo hoàng. Các giáo hoàng từ chối chấp nhận luật này, vì nó được ban hành bởi một chính phủ nước ngoài và do đó luật này có thể bị thu hồi theo ý muốn Quốc hội, khiến các giáo hoàng không có toàn quyền yêu sách về địa vị có chủ quyền. Để đáp lại, các giáo hoàng tuyên bố mình là tù nhân của Vatican. Vấn đề Roma sau đó không được giải quyết cho đến khi có Hiệp ước Latêranô năm 1929.